# Візова політика України
В'їзд (виїзд) іноземців в Україну регулюється Законом України «Про правовий статус іноземців та осіб без громадянства», Правилами в'їзду іноземців в Україну, їх виїзду з України і транзитного проїзду через її територію (постанова Кабінету Міністрів від 29 грудня 1995 року N1074) та Правилами оформлення візових документів для в'їзду в Україну (постанова Кабінету Міністрів від 20 лютого 1999 року N227).

## Карта
|  |

## Візові вимоги
| Не потрібна віза на невизначений проміжок часу - Вірменія - Азербайджан - Грузія - Молдова - Узбекистан |

Не потрібна віза для перебування у країні до 90 діб на півріччя (180 діб)
| - Албанія - Андорра - Антигуа і Барбуда - Аргентина - Австралія - Бахрейн - Боснія і Герцеговина1 - Білорусь - Бразилія - Бруней1 - Канада - Колумбія - Чилі - КНР4 - Домініка - Еквадор - Гонконг2 | - Ісландія - Ізраїль - Японія - Казахстан - Кувейт - КиргизстанA - Ліхтенштейн - Монако - МонголіяB - Чорногорія - Нова Зеландія - Північна Македонія - Норвегія - Оман - Парагвай - Панама - Катар | - Сент-Кіттс і Невіс - Сан-Марино - Саудівська Аравія - Сербія1 - Південна Корея - Швейцарія - ТаджикистанA - ТуреччинаID - ОАЕ - Велика Британія3 - США - Уругвай - Ватикан |

1 - до 30 діб в 60-добовому періоді
2 - до 14 діб
3 - до 30 січня 2021 року
4 - до 31 січня 2021 року, 30 діб у 180-добовому періоді
ID - Можливість в'їзду за ID-карткою при прямому в'їзді з країни громадянства
A - необхідно продемонструвати наявність коштів
B - віза не потрібна для туристичних, приватних та сервісних поїздок

## Е-віза
| - Багамські Острови - Барбадос - Беліз - Болівія - Бутан - Камбоджа - Коста-Рика - Домініканська Республіка - Еквадор - Сальвадор - Фіджі - Гренада - Гватемала - Гаїті | - Гондурас - Індонезія - Ямайка - Кірибаті - Лаос - Макао - Малайзія - Мальдіви - Маврикій - Мексика - Федеративні Штати Мікронезії - М'янма - Науру - Непал - Нікарагуа | - Палау - Перу - Сент-Люсія - Сент-Вінсент і Гренадини - Самоа - Сейшельські Острови - Сінгапур - Соломонові Острови - Суринам - Республіка Китай - Таїланд - Східний Тимор - Тринідад і Тобаго - Тувалу - Вануату |

| Віза без подання відповідних запрошень - Гватемала - Малайзія - Мексика - Сінгапур |

## Крим
4 червня 2015 року Уряд прийняв постанову № 367 «Про затвердження Порядку в'їзду на тимчасово окуповану територію України та виїзду з неї». Відповідно до документа, в'їзд іноземців та осіб без громадянства на тимчасово окуповану територію України та виїзд з неї здійснюється через контрольні пункти за паспортним документом та спеціальним дозволом, виданим територіальним органом ДМС. Законом України передбачено порядок в'їзду і виїзду з окупованої території, і за його порушення, туристи можуть понести кримінальну відповідальність, аж до тюремного терміну. Для власної безпеки туристам рекомендується дотримуватися українського законодавства і перетинати кордон тільки з дозволу прикордонної служби України в Херсонській області.